# 大谷直人
大谷 直人（おおたに なおと；英語：、1952年6月23日—）為日本的法官。

## 概要
北海道赤平市出身。就讀過東京都立富士高等學校、東京大學法學部畢業。司法修習29期，擔任法官、東京地方裁判所判事補。之後擔任最高裁判所調査官、司法研修所教官、東京地方裁判所部總括判事、最高裁判所刑事局長・人事局長、静岡地方裁判所所長、最高裁判所事務總長、大阪高等裁判所長官等職務。
2015年起擔任最高裁判所判事（最高法院法官），2018年1月9日就任第19任最高裁判所長官（最高法院院长）。在裁判所内被稱為「裁判員制度先生」。

## 經歷
- 1975年 東京大學法学部畢業
- 1977年 東京地方裁判所判事補
- 1980年 最高裁判所事務總局（日语：最高裁判所事務総局）刑事局付
- 1983年 書記官研修所（日语：裁判所職員総合研修所）教官
- 1986年 富山地方（日语：富山地方裁判所）・家庭裁判所（日语：富山家庭裁判所）判事補
- 1987年 富山地方・家庭裁判所判事
- 1989年 最高裁判所調査官
- 1994年 東京地方裁判所判事
- 1995年 司法研修所（日语：司法研修所）教官
- 1998年 最高裁判所刑事局第一課長兼第三課長兼廣報課付
- 2000年 東京高等裁判所判事
- 2001年 東京地方裁判所判事部總括（刑事16部）
- 2002年 最高裁判所事務總局秘書課長兼廣報課長
- 2005年 最高裁判所事務總局刑事局長兼最高裁判所圖書館（日语：最高裁判所図書館）長
- 2007年 最高裁判所事務總局人事局長
- 2011年 静岡地方裁判所所長
- 2012年 最高裁判所事務總長
- 2014年 大阪高等裁判所長官
- 2015年 最高裁判所判事[3]
- 2017年 擔任最高裁判所裁判官國民審査（日语：2017年最高裁判所裁判官国民審査）。
- 2018年 第19代最高裁判所長官。

## 主要裁判的訴訟
- 文京區幼女殺人事件（日语：文京区幼女殺人事件）（一審裁判長、判決被告有罪14年徒刑）
- 石巻3人殺傷事件（日语：石巻3人殺傷事件）（最高裁裁判長、一・二審判決（日语：判決 (日本法)）死刑，當時駁回（日语：駁回）這位18歳少年的上告）
- 預貯金遺産分割的對象（最高裁大法庭判決。2016年（平成28年）12月19日）

## 著作
- 『條解刑法』（弘文堂）編集委員（編集代表：前田雅英）

## 外部連結
- 大谷直人 - 最高裁判所 （页面存档备份，存于） （日語）
- Official Profile （页面存档备份，存于） （英文）
- Profile History （日語）
- YouTube上的最高裁長官 大谷直人氏起用を閣議決定